# جک نانس
جک نانس (انگلیسی: Jack Nance؛ ۲۱ دسامبر ۱۹۴۳ – ۳۰ دسامبر ۱۹۹۶) هنرپیشه سینما، تلویزیون و تئاتر اهل ایالات متحده آمریکا بود. وی بین سال‌های ۱۹۷۰ تا ۱۹۹۶ میلادی فعالیت می‌کرد.
وی به خاطر کار با دیوید لینچ به ویژه بازی در کله‌پاک‌کن، مخمل آبی، عشق و ای ۴۵، موتوراما و توئین پیکس شناخته شده است.

## اوایل زندگی
نانس در بوستون، ماساچوست زاده شد و در دالاس بزرگ شد. پدر وی از شرکت نیمان مارکوس بازنشسته شد. وی مدتی در تئاتر کنسرواتوار آمریکا (به انگلیسی: American Conservatory Theater) در سان فرانسیسکو مشغول به کار شد. در دههٔ هفتاد میلادی نانس با دیوید لینچ آشنا شد که نقش اصلی در فیلم کله‌پاک‌کن را به وی داد. در آن زمان نانس با کاترین ای. کولسن (که بعدتر در توئین پیکس بازی کرد) ازدواج کرده بود اما در سال ۱۹۷۶ از وی جدا شد.

## خودکشی همسرش
در مه ۱۹۹۱ نانس با کلی جین ون دایک (که با نام نانسی کلی در صنعت فیلم بزرگسالان فعالیت می‌کرد) ازدواج کرد. کلی ون دایک در ۱۷ نوامبر ۱۹۹۱ خود را حلق‌آویز کرد. طبق گفته‌های ریچارد نانس برادر کوچکتر او، جک که در آن زمان مشغول بازی در فیلم کوفته‌های ۴ (به انگلیسی: Meatballs 4) در بیس لیک، کالیفرنیا بوده وقتی که همسرش تلفنی تهدید به خودکشی کرده تلاش کرده وی را دلداری دهد. طوفانی تندری تلفن را در اورگن از کار انداخته و نانس و بابی لوگان، کارگردان فیلم، پس از بیش از ۴۵ دقیقه موفق به یافتن یک کلانتر می‌شوند که با پلیس لس آنجلس و مدیر آپارتمان تماس می‌گیرد. وقتی وارد منزل می‌شوند وی را حلق‌آویزشده می‌یابند.

## مرگ
در ۲۹ دسامبر ۱۹۹۶ دوستانش لئو بولگارینی و کاترین کیس، نانس را به صرف ناهار دعوت کردند. نانس یک کبودی هلالی شکل زیر چشمش داشت و در این خصوص به دوستانش گفت که بر اثر درگیری امروز صبح در فروشگاه دونات وینچل رخ داده‌است.
نانس به علت سردرد، خیلی زود محفل دوستانش را ترک کرد و به خانه رفت. اما جراحات وارده بر اثر آن درگیری، سبب ایجاد هماتوم در ناحیه ساب‌دورال شده و صبح روز بعد منجر به مرگ وی شد. جسد نانس در ۳۰ دسامبر ۱۹۹۶ توسط بولگارینی در کف حمام آپارتمانش در کالیفرنیا کشف شد. نتیجه کالبدشکافی نشان داد که میزان الکل در خون این بازیگر هنگام مرگ ۰/۲۴٪ بوده‌است.

## فیلم‌شناسی
- کله‌پاک‌کن (۱۹۷۷)
- تل‌ماسه (۱۹۸۴)
- مخمل آبی (۱۹۸۶)
- از ته دل وحشی (۱۹۹۰)
- توئین پیکس: با من بر آتش برو (۱۹۹۲، صحنه‌های حذف شده)
- بزرگراه گمشده (۱۹۹۷)